# Love for the Streets
Love for the Streets är den svenska rockgruppen Caesars Palaces tredje studioalbum, utgivet 2002. Det nådde tredjeplatsen på den svenska albumlistan. "Jerk It Out" har kommit att bli gruppens internationellt kanske mest kända låt, efter att ha varit med i en reklam för Ipod.

## Låtlista
1. "Over 'fore It Started" - 2:51 (gavs ut som CD:s)
2. "Candy Kane" - 2:36 (gavs ut som CD:s)
3. "Mine All of the Time" - 2:04
4. "Let My Freak Flag Fly" - 2:35
5. "Cheap Glue" - 2:22
6. "Jerk It Out" - 3:15 (gavs ut som CD:s)
7. "Burn the City Down" - 4:10
8. "Do-Nothing" - 2:07
9. "I Gun for You, Part I" - 0:56
10. "Fifteen Minutes Too Late" - 1:53
11. "She Don't Mind" - 2:10
12. "I Gun for You, Part II" - 3:40
13. "Black Heart" - 1:29
14. "Thousand-Mile-Stare" - 1:40